# 달라스 윌라드

달라스 윌라드(Dallas Albert Willard, 1935년 9월 4일 - 2013년 5월 8일)는 기독교 영성 형성(Christian spiritual formation)에 관한 글로 잘 알려진 미국의 철학자이다. 철학과 관련된 작품은 주로 현상학, 특별히 에드문트 후설의 작품이며 그리고 그의 작품을 영어로 번역하였다. 그는 남가주 대학 (University of Southern California)의 철학 교수로 1969년부터 2012년까지 47년간 재직하였다.

## 교육
- William Jewell College
- Tennessee Temple College
- Baylor University
- University of Wisconsin–Madison,Ph.D.[3]

## 평가
윌라드는 남가주대학(USC) 철학과 교수이면서, 남침례교 소속 목회자였다. 그의 대표적인 저서로 <잊혀진 제자도>와 <하나님의 모략> 은 '21세기 고전'으로 많은 영향력을 주었다. 인문학자이면서 신학자인 그는 남침례교 부목사(assistant pastor) 시절, 예수의 가르침과 철학자들의 가르침이 똑같은 질문을 던지고 있는 것이라고 생각하며 철학을 공부했다고 알려졌다. 윌라드 교수는 철학적 사고를 통해 기독교 변증학의 새로운 장을 열었다는 평가를 받기도 했다. 또 그는 크리스천과 제자의 정체성을 엄격히 구분해야 한다는 주장을 펴며, 제자도가 없는 교회 현실을 날카롭게 지적한 바 있다. 그는 이름뿐인 기독교를 변혁하기 위해 노력한 창의적인 기독교 사상가로 명성을 얻었다고 평가한다.

## 저서
- 영성훈련 : 삶을 변화시키는 하나님의 방법에 대한 이해 (The Spirit of the Disciplines)
- 잊혀진 제자도 (The Great Omission)
- 하나님의 모략 (The Divine Conspiracy)
- 그리스도를 아는 지식 (Knowing Christ Today)
- 하나님의 모략, 이후 (The Divine Conspiracy Continued)
- 하나님의 음성 (Hearing God)
- 하나님의 임재 - 지금 여기서 누리는 하나님 나라 (Living in Christ’s Presence)
- 사랑 (Getting Love Right)
- 온유한 증인 (The Allure of Gentleness: Defending the Faith in the Manner of Jesus)
- 마음의 혁신 (The Renovation of the Heart)
- 달라스 윌라드 부족함이 없는 삶 (Life Without Lack: Living in the Fullness of Psalm 23)

## 달라스 윌라드와 관련된 책
- 달라스 윌라드- 철학자, 교사, 그리스도의 제자 (Becoming Dallas Willard: The Formation of a Philosopher, Teacher, and Christ Follower) (Author: Gary W. Moon)
- Renovated: God, Dallas Willard, and the Church That Transforms (Author: Jim Wilder)
- The Theology of Dallas Willard: Discovering Protoevangelical Faith (Author: Gary Black Jr.)
- A Dallas Willard Dictionary: Second Edition (Author: Elane O'Rourke)

## 수상
- Member of numerous evaluation committees for the Western Association of Schools and Colleges (accreditation)
- Danforth Associate 1967-1975
- Recipient (1976) of Blue Key National Honor Fraternity's "Outstanding Faculty Member" award for outstanding contributions to student life at USC
- USC Associates Award for Excellence in Teaching, 1976-1977
- Faculty participant in the COLLEGIUM PHAENOMENOLOGICUM at Monteripido (Perugia, Italy), summer 1977
- USC Student Senate Award for Outstanding Faculty of the Year, 1984
- Phi Kappa Phi National Honor Society, Initiation in May 1990
- Lecturer in Corsi Estivi Internazionali di Filosofia, Bozen, Italy, 1990 & 1998
- Alpha Lambda Delta National Honor Society, Initiation May 1991
- Gamma Sigma Alpha Professor of the Year Award Fall 2000.[6]

## 같이 보기
- 변증학
- 코닐리어스 반틸